# 伝音科技
伝音科技（でんおんかぎ、英：Transsion Holdings、中:传音控股）は、2006年に設立された中国の携帯電話メーカー。広東省深圳市に本部を置く。トランシオンとも呼ばれている。

## 概要
伝音科技は、アフリカ大陸と南アジア地域において携帯電話およびスマートフォンの開発、製造、販売、サービスを展開している。
中国国内においては製品が販売されておらず、全く無名のメーカーだが、2017年にアフリカ最大の携帯電話メーカーとなり、2018年時点で携帯電話市場において世界4位、アフリカ市場で1位のシェアを持つ。
アフリカ大陸においては、「Tecno」「Itel」「Infinix」「Spice」ブランドで携帯電話を展開している。また、アフターサービスのブランドとして「Carlcare」、アクセサリー製品のブランドとして「Oraimo」を展開している。
中国、エチオピア、インドに製造工場を持つ。

## 歴史
伝音科技は2006年に香港で設立された。
2008年7月に「Tecno」および「Itel」ブランドでアフリカ市場に参入。当初はフィーチャーフォンの展開を行っていたが 、2014年に最初のスマートフォンをリリースした。
伝音科技は2008年6月にナイジェリアの子会社を設立し、その年の10月までにアフリカの7か国に子会社を設立した。2011年にはエチオピアに製造工場を設立。2016年にはインド市場に進出し、アフリカの携帯電話市場で38％のシェアを獲得するなど、アフリカで高いシェアを得た。
伝音科技のアフリカにおけるスマートフォンのシェアは、2017年にサムスンを上回り、アフリカ地域において市場シェア1位のスマホメーカーとなった。同時に、従来型の携帯電話でも、2017年上半期にはアフリカ市場でトップのシェアがあった。
2018年には携帯電話市場で世界4位となり、アフリカ市場でのシェアが48.7％と半分近くを占めた。中国大陸進出のためのリバース・テイクオーバーを香港市場において試みたが、これは失敗した。 
2018年10月、新たにバングラデシュに工場を設立し、スマートフォンの生産を開始した。 

## 特徴
伝音がアフリカ市場で成功した理由としては、携帯電話の機能をアフリカ人のニーズに合わせて調整したことが挙げられる。
例えば伝音のスマホは、アフリカ人の黒い肌のトーンに合わせてカメラの露出を調整し、アフリカ人の顔の細かい所まで撮影することができるという「美黒」機能を備えている。また、通信料金を節約するために一度に複数のSIMカードを使用しているアフリカ人ユーザーのため、デュアルSIM機能を持つ携帯電話を開発した。さらに、電化率が低く電気が通っている所でも停電が多いなどアフリカ大陸の悪い電力事情に合わせて、電池寿命の長い電話機を発売した。
伝音の携帯電話にはアフリカの複数の言語のサポートが含まれており、特にエチオピアでは、メジャーな携帯電話ブランドとしては初めてアムハラ語をサポートした。
伝音はアフリカ大陸において大規模な宣伝攻勢を行っている。